# Антинганский сельсовет
Антинганский сельсовет (баш. Атингән ауыл советы) — административно-территориальная единица и сельское поселение (тип муниципального образования) в Хайбуллинском районе Башкортостана. Согласно Закону о границах, статусе и административных центрах муниципальных образований в Республике Башкортостан имеет статус сельского поселения.

## Население
| 2002 | 2010  | 2012 | 2013 | 2014 | 2015 | 2016 |
| ---- | ----- | ---- | ---- | ---- | ---- | ---- |
| 1108 | ↘1025 | ↘994 | ↗995 | ↘991 | ↘987 | ↘956 |
| 2017 | 2018  |      |      |      |      |      |
| ↘915 | ↘890  |      |      |      |      |      |

## Состав
- с. Антинган
- д. Янтышево

В состав сельсовета входило село Новопетровское 1-е; в 2008 году переименованное в Новопетровское и переданное из Антинганского сельсовета в Ивановский